# Fiorentina Nuoto
El Fiorentina Nuoto es un club italiano de natación y waterpolo con sede en la ciudad de Florencia y fundado en 1972.

## Historia
El club fue creado en 1972 en la ciudad de Florencia.

## Palmarés
- 1 vez campeón del campeonato de Italia de waterpolo femenino (2007)
- 1 vez campeón de la copa de Europa de waterpolo femenino (2007)
- 1 vez campeón de la supercopa de Europa de waterpolo femenino (2007)